# Crochet (ornamento)

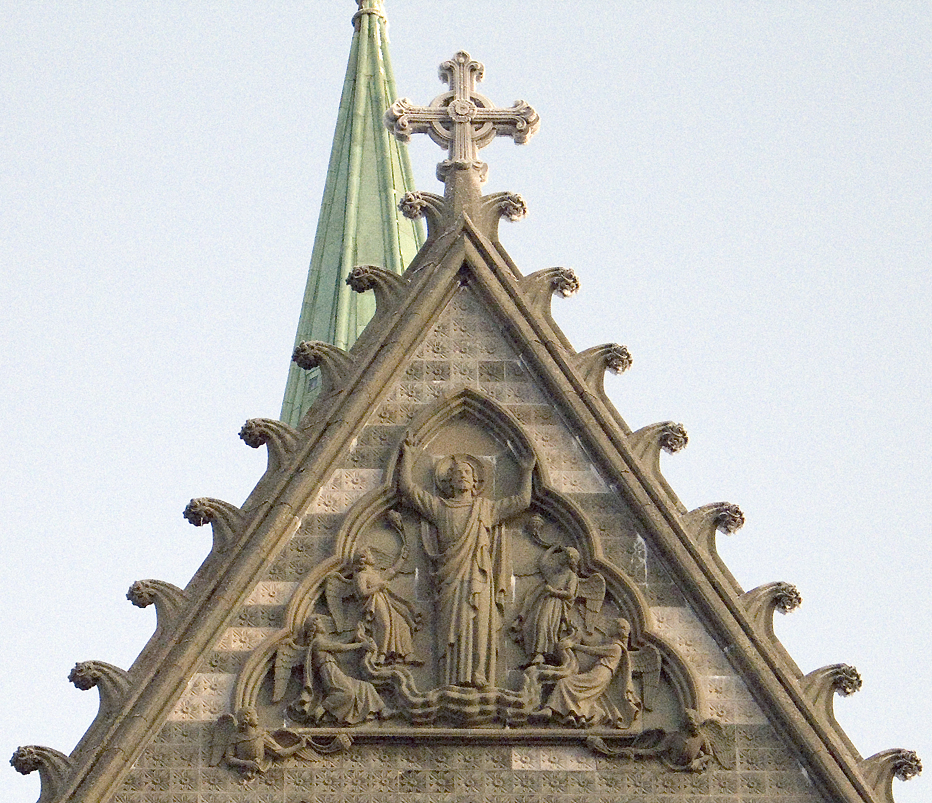
Gablete de la Catedral de Nidaros (Noruega), de inspiración gótica, decorado con crochets.

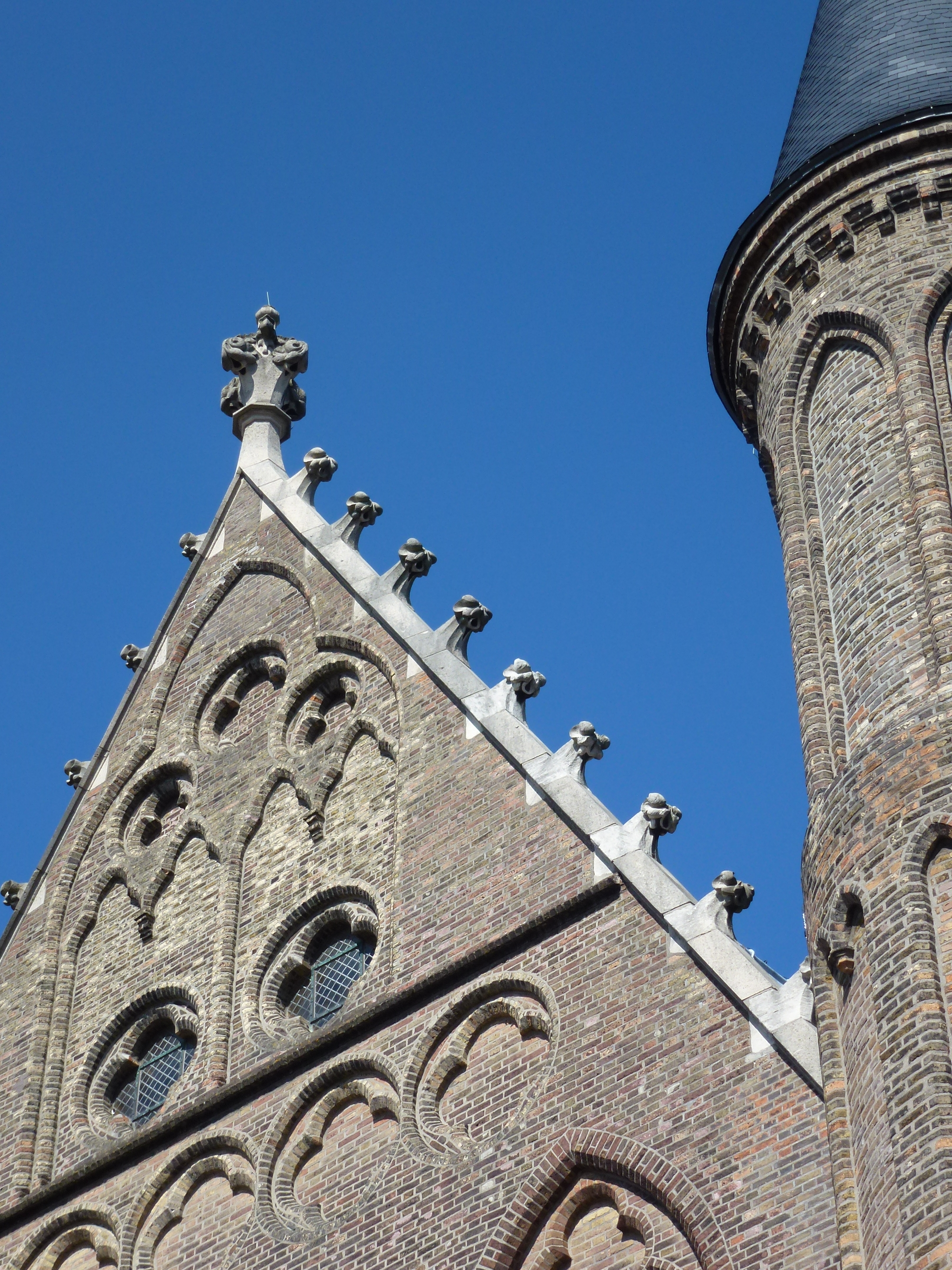
Gablete del Ridderzaal, en la La Haya

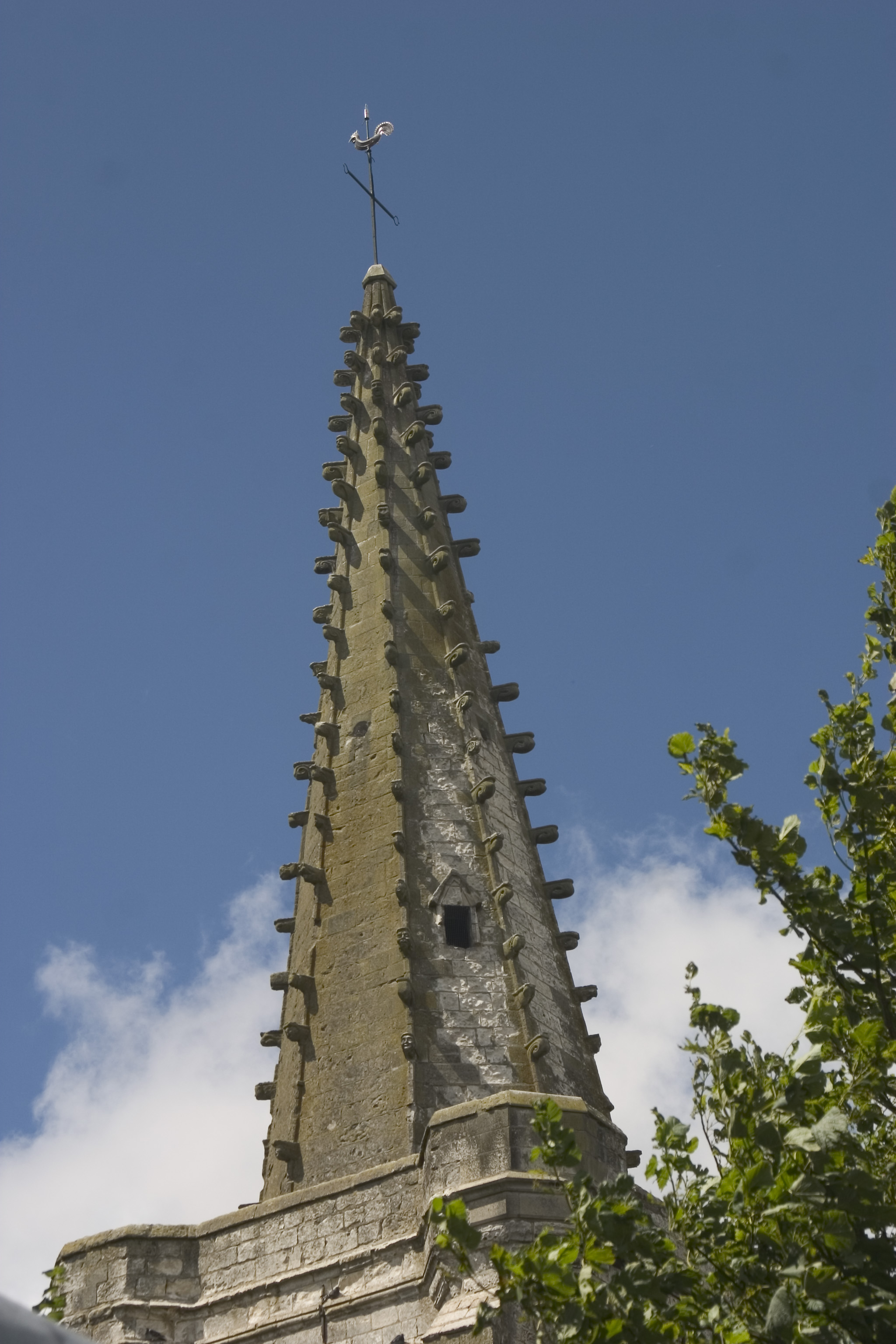
El crochet también decora los pináculos, incluso perdiendo la referencia vegetal y siendo casi un elemento de silueta (iglesia de Saint-Liévin (Mingoval))

Un crochet (galicismo, con significado de gancho) o croché es un elemento ornamental de tipo vegetal en forma de hojas o frutos curvados en los extremos, con cierto parecido a un gancho. Según sean los motivos foliáceos, dan lugar a las frondas y las cardinas, en forma de cardo.
En arquitectura, y especialmente durante el período gótico del siglo  XIII y esculpido principalmente en piedra (también en madera), se utilizaron para decorar elementos como capiteles, gabletes, agujas y pináculos, frisos, bordes de torres.

## Galería de imágenes

Crochet según Viollet-le-Duc
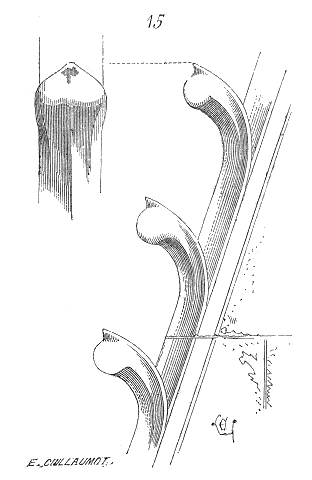
Crochet genérico en la catedral de Beauvais, Lámina que ilustra la voz «Crochet» del Dictionnaire raisonné de l’architecture française du XIe au XVIe siècle, 1854-1868, tomo 4, de Viollet-le-Duc
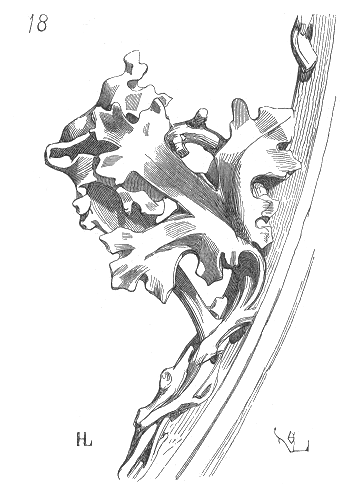
Cardina, s. XV, en la catedral de Notre Dame. también en la voz  «Crochet» del Dictionnaire raisonné